# Gerontopsychiatrie
Die Gerontopsychiatrie (von altgriechisch γέρων gérōn, deutsch ‚der Greis‘ und ψυχιατρική psychiatrike, deutsch ‚die Seelenheilkunde‘) ist das Fachgebiet der Psychiatrie, das sich mit den psychischen Erkrankungen älterer Menschen beschäftigt.

## Gegenstand
Die Deutsche Gesellschaft für Gerontopsychiatrie und -psychotherapie (DGGPP) definiert die Gerontopsychiatrie als einen eigenständigen Teilbereich der Psychiatrie, wobei sie jedoch nicht als eine einfache Extrapolation der „Erwachsenen“-Psychiatrie aufzufassen sei, sondern vielmehr unter Bezug auf die Ergebnisse der Forschung der Gerontologie und der Geriatrie ihre eigene präventive, diagnostische, therapeutische und rehabilitative Strategien entwickelt.
Gerontopsychiatrie beschäftigt sich mit älteren Menschen und ihren psychischen Erkrankungen, d. h. mit Menschen jenseits des 60. Lebensjahres. Manchmal wird die Grenze auch schon beim 55. Lebensjahr gezogen.  Die Gerontopsychiatrie befasst sich insbesondere mit psychischen Erkrankungen, die typischerweise erst in dieser späten Lebensphase auftreten, wie Demenzen.
An großen psychiatrischen Einrichtungen gibt es meistens spezielle Abteilungen für Gerontopsychiatrie. 
Die Gerontopsychiatrie kann auch als ein Teilbereich der Altersmedizin, der Geriatrie oder weitergehend der Gerontologie verstanden werden. Beziehungen hat die Gerontopsychiatrie unter anderem zur Gerontologie, zur Geriatrie und zur Neurologie. In Deutschland können Fachärzte für Psychiatrie und Psychotherapie, die auf Gerontopsychiatrie spezialisiert sind, einen fakultativen Zusatztitel „klinische Geriatrie“ erwerben.

## Entwicklung

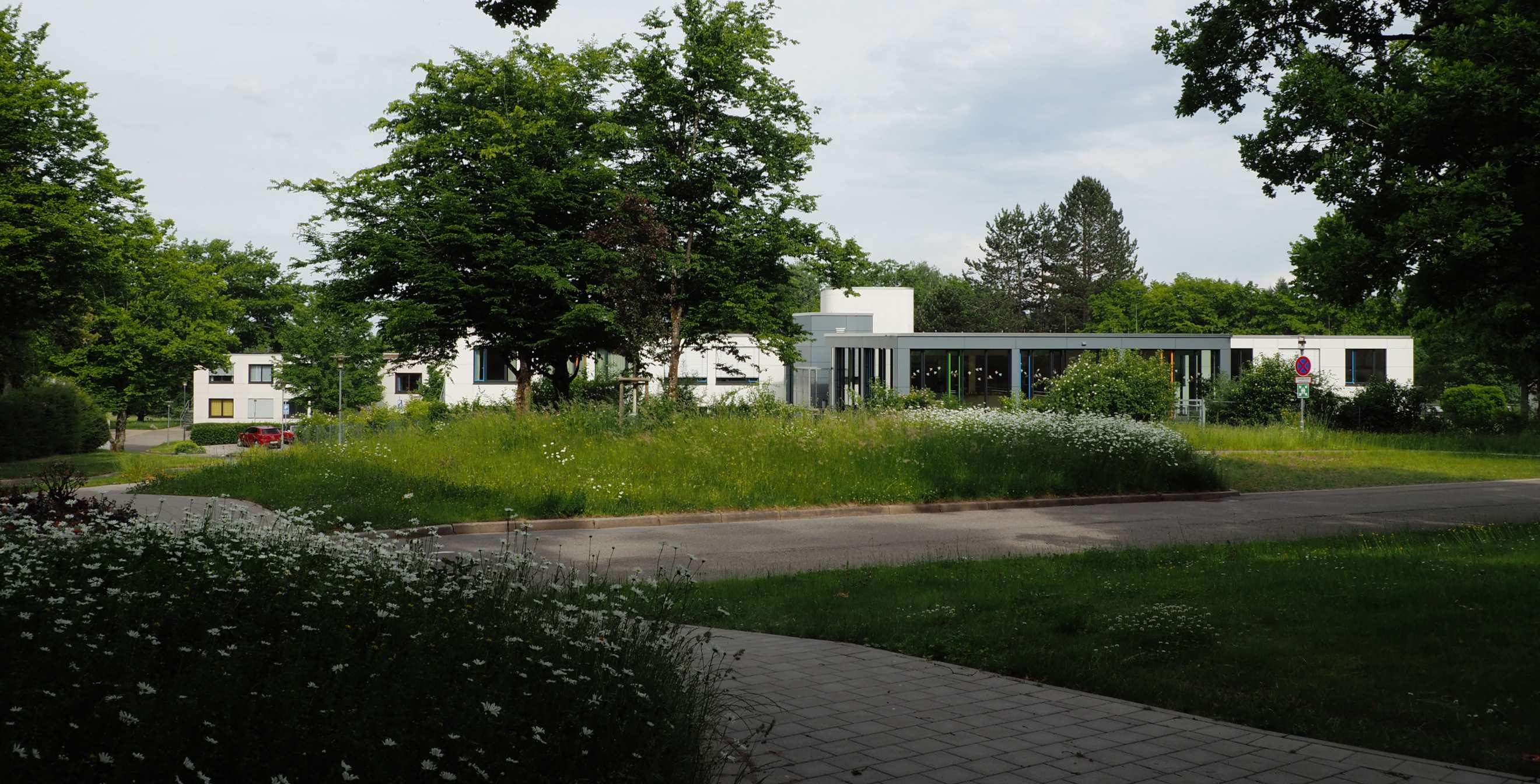
Klinik für Alterspsychiatrie im Klinikum Nordschwarzwald

Der Terminus Gerontopsychiatrie entwickelte sich erst nach dem Zweiten Weltkrieg.  C.F. Canstatt gab allerdings bereits 1839 die ersten zusammenhängenden Beschreibungen Krankheiten des höheren Alters und ihre Heilung heraus. 1975 hat die Psychiatrie-Enquête, die im Auftrag des Bundestages von einer Sachverständigenkommission durchgeführt wurde, sowie 1988 eine Expertenempfehlung die Gerontopsychiatrie als „die Wissenschaft von der Krankheitslehre, Diagnostik, Therapie und Prävention psychischer Erkrankungen des hohen und höheren Alters“ definiert. Dabei wird davon ausgegangen dass, da es eine biologisch definierbare Altersgrenze nicht gibt, alle Bereiche der Alternsforschung an eine variable Pensionierungsgrenze gebunden sind. Durch die demografische Entwicklung erhält dieses Fachgebiet eine zunehmende Bedeutung, da psychische Erkrankungen im Alter auch volkswirtschaftlich stärker berücksichtigt werden müssen.

## Hauptkrankheitsbilder der Gerontopsychiatrie

### Demenz
Demenz leitet sich aus dem lateinischen mens ‚Verstand‘ und de ‚abnehmend‘ her und beschreibt einen Zustand fortschreitenden Hirnabbaus. Unter dem Begriff Demenz wird im Allgemeinen der Verlust erworbener Fähigkeiten durch organische Hirnkrankheiten definiert. Die Beeinträchtigungen umfassen das Wissen und Denken, aber auch die Urteils- und Anpassungsfähigkeit an neue Situationen. Somit stehen die kognitiven Funktionen im Mittelpunkt des psychopathologischen Befundes. In der Vergangenheit umfasste der Begriff Demenz alle irreversiblen Prozesse mit zunehmender intellektueller Beeinträchtigung.
Nach ICD-10 werden hauptsächlich vier Kriterien als Nachweis für die Diagnose herangezogen. Kriterium A1 beschreibt die Abnahme amnestischer und Kriterium A2 die Abnahme anderer kognitiver Leistungen. Die Beeinträchtigung der Alltagskompetenz wird als Grenzwert bei der Diagnose herangezogen. Eine intakte Umgebungswahrnehmung unterscheidet die Demenz von einem Delir (Kriterium B). Zum Nachweis einer Demenz wird weiterhin das Vorliegen von mindestens einer nicht-kognitiven Störung auf den Gebieten Antrieb, Affekt und Sozialverhalten gefordert (Kriterium C). Für eine sichere klinische Diagnose sollten die beschriebenen Symptome mindestens sechs Monate lang (Kriterium D) vorhanden sein. In der Regel wird die Diagnose in drei Schweregrade unterteilt, leichte, mittelgradige und schwere Beeinträchtigungen. Demenz ist in höherem Alter die häufigste Ursache von Pflegebedürftigkeit, dabei sind die häufigsten Formen die Alzheimersche Krankheit und die vaskuläre Demenz. Demenzen nehmen mit steigendem Alter stark zu: von weniger als 2 % mit 65 Jahren auf mehr als 35 %, bei Einbeziehung auch leichter Demenzen auf bis zu 60 % bei über 90 Jahren. Die Prävalenz vaskulärer Demenz scheint im Vergleich zur Prävalenz der Alzheimer-Demenz einen geringeren Altersanstieg zu haben und bei Frauen relativ geringer zu sein.
Unterschieden wird zwischen degenerativen, primären Demenzen (durch Hirnschädigung) und potenziell behebbaren, sekundären Demenzen. Zu den degenerativen, primären Demenzen zählen die Alzheimer-Demenz (AD) oder Demenz vom Alzheimer Typ (DAT) und die vaskuläre Demenz (VD). Die potenziell behebbaren, sekundären Demenzen sind Folge-Demenzen anderer Erkrankungen, die Ursachen reversibler (umkehrbarer, heilbarer) Demenzen sind nach Beyreuther (2002) in abnehmender Häufigkeit. Nach der Berliner Altersstudie (1996) ist Demenz nach Depressionen die zweithäufigste psychische Erkrankung im Alter.
In Deutschland leiden etwa eine Million Menschen an Demenz, etwa 20.000 an präseniler Demenz bei Alzheimer mit frühem Beginn (zwischen 40 und 64). Etwa zwei Drittel erkranken an Alzheimer mit spätem Beginn, 15 bis 20 % an vaskulärer Demenz und 10 bis 20 % an Mischformen: Frauen überwiegen bei Alzheimer, Männer bei vaskulärer Demenz. Die Alzheimer-Dauer beträgt bei 65- bis 80-Jährigen fünf bis sieben Jahre, bei über 80-Jährigen drei bis vier Jahre; Patienten mit vaskulärer Demenz haben eine kürzere Überlebenszeit oder Lebenserwartung. Die Therapierbarkeit der Demenz ist abhängig von der zugrundeliegenden Ursache, so sind Demenzen aufgrund von Durchblutungsstörungen im Gehirn (vaskuläre Demenz) recht gut durch Medikamente behandelbar. In den meisten Fällen jedoch hat die Therapie lediglich eine aufschiebende Wirkung.

### Delir
In der deutschsprachigen Literatur wird der Begriff Verwirrtheitszustand häufig synonym mit Delir benutzt. Nach der ICD-10 werden mit dem Terminus Delir alle akuten psychischen Störungen beschrieben, die eine organische Ursache haben oder durch exogene Substanzen, wie z. B. Medikamente oder Alkohol, bedingt sind und mit einer kognitiven Störung und einer Bewusstseinstrübung einhergehen. Die Dauer eines Delirs wird allgemein mit weniger als 14 Tagen angegeben, kann aber auch bis zu einem Jahr betragen. Delirien treten in allen Altersgruppen auf, jedoch gehäuft bei alten Patienten. Sie können postoperativ oder im Rahmen internistischer Behandlungen auftreten. Bei der Diagnostik (nach ICD-10) werden die Delirien mit Hilfe von essentiellen und fakultativen Kriterien unterschieden, auch die Dauer ist hierbei ausschlaggebend. Ein Delir kann sich akut, subakut oder fluktuativ entwickeln. Fünf verschiedene psychopathologische Symptomgruppen sind nach ICD-10 erforderlich, wobei die Einschränkung der kognitiven Fähigkeiten, vor allem der Aufmerksamkeit dabei entscheidend ist.
Die Häufigkeit von Delirien ist stark von der verwendeten Definition und von der Stichprobe abhängig und kann sehr stark schwanken, bei den über 65-Jährigen von 0,8 % bis 16 %. Eine spezifische Therapie für ein Delir gibt es nicht, wenn möglich ist zunächst die Ursache zu ermitteln, um so die somatischen Grunderkrankungen behandeln zu können, danach erfolgt die symptomatische Behandlung der deliranten Symptomatik.

### Depression
Im Alter gehören depressive Syndrome nach den dementiellen Syndromen zu den häufigsten psychiatrischen Erkrankungen. Der Begriff Depression stammt vom lateinischen depressio und bedeutet ‚Niederdrücken‘, in der Medizin meist als depressive Episode bezeichnet, ist die Depression eine psychische Störung, die durch die Hauptsymptome gedrückte Stimmung, gehemmter Antrieb, Interesselosigkeit und Freudlosigkeit sowie ein gestörtes Selbstwertgefühl gekennzeichnet ist.
Neben den bereits genannten Hauptsymptomen leiden viele Betroffene an Minderwertigkeitsgefühlen, Hilf- und Hoffnungslosigkeit, Schuldgefühlen, Müdigkeit, verringerter Konzentrations- und Entscheidungsfähigkeit, sinnlosem Gedankenkreisen, langsamerem Denken, Reizbarkeit, Ängstlichkeit, vermindertem Gefühlsleben bis hin zur Unfähigkeit eine Gefühlsreaktion zu zeigen und verringertem sexuellem Interesse. Häufig tritt bei einer akuten Depression eine völlige Demotivation auf. Die Betroffenen werden passiv und sind zum Teil nicht in der Lage, einfachste Tätigkeiten wie Einkaufen und Abwaschen zu verrichten. Bereits das morgendliche Aufstehen kann dann Probleme bereiten. Negative Gedanken und Eindrücke werden häufig überbewertet und positive Aspekte nicht wahrgenommen oder für zufällig gehalten. Depressionen äußern sich oft auch in körperlichen Symptomen (Vitalstörungen) wie zum Beispiel Appetitlosigkeit, Schlafstörungen, Gewichtsabnahme, Gewichtszunahme, Verspannungen, Schmerzempfindungen im ganzen Körper, Kopfschmerzen und verlangsamten Bewegungen. Auch kann eine verstärkte Infektionsanfälligkeit beobachtet werden. Die Schlafstörungen äußern sich dabei meist in großer Tagesmüdigkeit, Durch- und Einschlafstörungen sowie frühmorgendlichem Aufwachen und Wachbleiben mit Kreisdenken. Je nach Schwere der Depression kann diese mit latenter oder akuter Suizidalität verbunden sein. Es wird vermutet, dass der größte Teil der jährlich zirka 12.000 Suizide in Deutschland auf Depressionen zurückzuführen ist.

### Suchterkrankungen
Seit der Jahrtausendwende wurde ein deutlicher Anstieg der Suchterkrankungen im höheren Lebensalter beobachtet. Neben Alkohol und dem oft vernachlässigten Tabakkonsum spielen dabei Medikamente eine besondere Rolle. Suchtprobleme im Alter werden allerdings häufig nicht bzw. fehldiagnostiziert. Von den 60- bis 64-Jährigen nehmen 1,2 % täglich Schlafmittel und 1,5 % täglich Beruhigungsmittel ein. Viele dieser Medikamente haben ein hohes Suchtpotenzial. Eine Befragung von Pflegekräften in stationären und ambulanten Einrichtungen ergab, dass sie bei 14 % der zu pflegenden geriatrischen Patienten Alkohol- und/oder Medikamentenprobleme annehmen. Ein Viertel der Männer über 60 trinkt so viel Alkohol, dass das Risiko für andere Krankheiten deutlich erhöht ist. Entgegen der demographischen Entwicklung sind Menschen über 60 jedoch sowohl in ambulanten wie in stationären Suchthilfeeinrichtungen deutlich unterrepräsentiert; nur 4,5 % der Nutzer von Suchtberatungsstellen und 5 % der Patienten von Suchtfachkliniken haben das 60. Lebensjahr überschritten, verglichen mit einem Bevölkerungsanteil von über 27 %. Zur Behandlung von Suchtstörungen im Alter existieren spezielle Angebote, jedoch müssen weitere spezielle Konzepte für diese Altersgruppe erst noch entwickelt bzw. erprobt werden.

## Weiterführende Literatur
- Hans Förstl (Hrsg.): Lehrbuch Gerontopsychiatrie. Thieme, Stuttgart 2002.